# زبل (ريمة)
زبل هي إحدى قرى مديرية مزهر بمحافظة ريمة اليمنية، بلغ تعداد سكانها 949 نسمة حسب إحصاء اليمن لعام 2004.